# Grevillea armigera
Grevillea armigera es una especie de arbusto erecto o pequeño árbol endémico del oeste de Australia perteneciente a la familia Proteaceae.

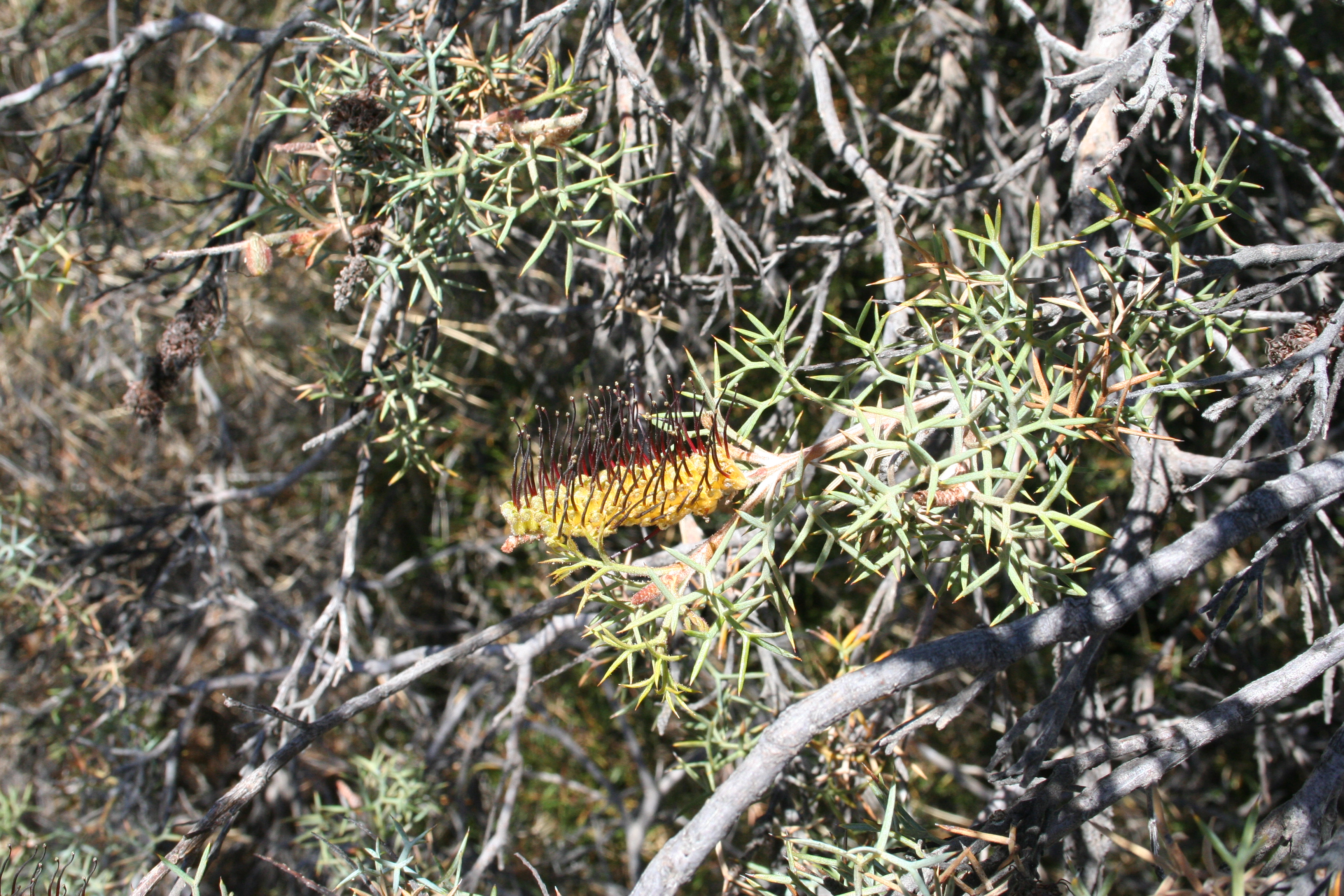
Vista de la planta

## Descripción
Es un arbusto con hojas espinosas que alcanza  1-3.6 metros de altura. Las flores aparecen en invierno temprano o tardío verano. Estas son de color gris, verde o amarillo pálido que contrastan con los pistilos negros o marrón oscuro.

## Distribución y hábitat
Las especies se desarrollan en las zonas productivas al norte del "cinturón del trigo" entre  Buntine y Dowerin.

## Taxonomía
La especie fue descubierta por el botánico suizo Carl Meissner en 1856 y publicado en Prodromus Systematis Naturalis Regni Vegetabilis 14(1): 373 en el mismo año.
Etimología
Grevillea, el nombre del género fue nombrado en honor de Charles Francis Greville, cofundador de la Royal Horticultural Society.
Armigera, el epíteto significa armado y se refiere a que la planta está dotada de espinas o puntos rígidos.